# Diamysis assimilis
Diamysis assimilis är en kräftdjursart som först beskrevs av W. M. Tattersall 1908.  Diamysis assimilis ingår i släktet Diamysis och familjen Mysidae. Inga underarter finns listade i Catalogue of Life.